# 勒特峰
47°1′38″N 12°12′16″E / 47.02722°N 12.20444°E

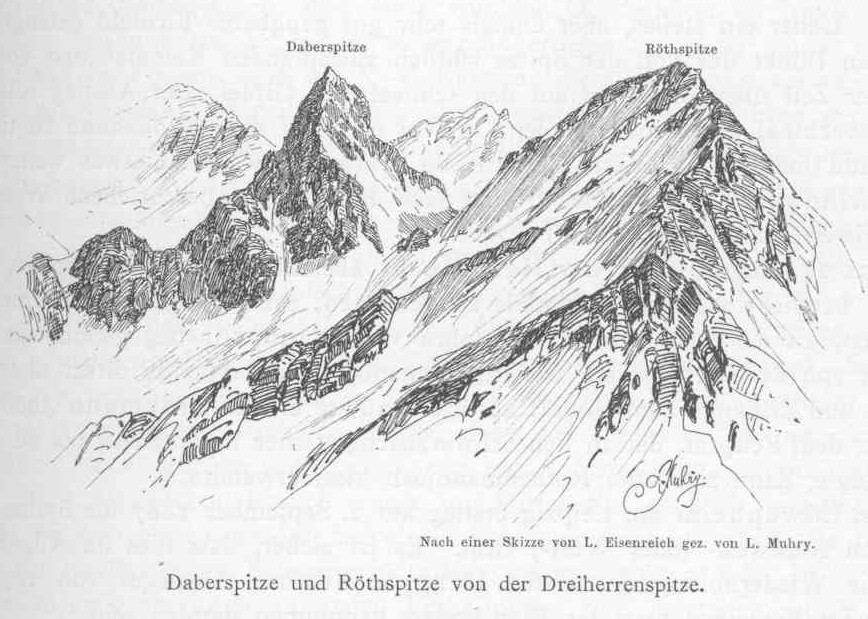

勒特峰（德語：Rötspitze），是南歐的山峰，位於奧地利和意大利接壤的邊境，屬於維內迪傑山脈的一部分，海拔高度3,495米，人類在1854年8月22日首次登頂。